# Tapoca
Tapoca (mađ. Kistapolca) je pogranično selo u južnoj Mađarskoj.
Zauzima površinu od 3,57 km četvornih.

## Zemljopisni položaj
Nalazi se u Baranji, na 45° 49' 19" sjeverne zemljopisne širine i 18° 23' 5" istočne zemljopisne dužine, nedaleko (5 km) od granice s Republikom Hrvatskom. Selo se pruža u smjeru sjeverozapad-jugoistok. Prema jugoistoku se Tapoca nastavlja u selo Brime.
Naćfa je 100 m zapadno, Aršanjac je 3 km sjeverozapadno, Aršanj je 1,5 km sjeverno, šumski predjel Szársomlyó je 2,5 km sjeverozapadno, Pišpek je 3,5 km jugoistočno, Madžarboja je 100 m jugoistočno, Kašad je 3,5 km južno-jugoistočno, Oldince su 2,5 km jugozapadno, a Rastince su 2,5 km zapadno-jugozapadno.

## Upravna organizacija
Upravno pripada Šikloškoj mikroregiji u Baranjskoj županiji. Poštanski broj je 7823.

## Povijest
Ime ovog sela dolazi od slavenske riječi "toplica". Najstariji zapis o ovom selu je iz 1294., a zabilježeno je u obliku Topolcha. isto ime mu je njegov prvi certificirani referentni u 1294 na području naselja.
Na mjestu izvora je nađena starinska keramika, no nije se uspjelo ustvrditi kad je točno nastalo ovo naselje, gdje su se kasnije doselili Nijemci.
Izvori su zabilježili da je 1799. Tapoca pripadala gospodaru iz obitelji Batthyány te da su stanovnici bili katolici i kalvinisti.
Tapočku kapelu je sagradio na brdašcu 1783. godine grof Perényi Borbála iz obitelji Batthyány. Brdo zovu "Turskim brdom". Jedan je crkvenjak zapisao da nije poznat koliko boraca leži u velikoj grobnici u podnožju brda, a grobnica je podignuta zbog junaka palih u haršanjskoj bitci 1687.

## Promet
Kroz Tapocu prolazi željeznička prometnica Viljan – Madžarboja koja se nastavlja u Republiku Hrvatsku, prema Belom Manastiru i Osijeku. Najbliže željezničke postaje su 100 m prema jugoistoku, u Madžarboji te 500 m sjeveroistočno, na križanju pruge koja vodi prema Viljanu i Barči.
Iz Tapoce se nastavlja u Breme željeznička pruga koja je nekad spajala Harkanj i Beli Manastir u RH. Odvojak ide s pruge Barča – Viljan.

## Stanovništvo
Tapoca ima 221 stanovnika (2001.). Mađari su većina. Roma je 2,3%, Hrvata je 1,4% te ostali. Rimokatolika je blizu 60%, kalvinista je preko 23%, a nepoznata je vjera za desetinu stanovnika.

## Vanjske poveznice
- (mađ.) Kistapolca  Arhivirana inačica izvorne stranice od 13. lipnja 2007. (Wayback Machine), kistapolca.dunantulinaplo.hu
- Tapoca na fallingrain.com